# Belmont (Jura)
Belmont – miejscowość i gmina we Francji, w regionie Burgundia-Franche-Comté, w departamencie Jura.
Według danych na rok 1990 gminę zamieszkiwały 254 osoby, a gęstość zaludnienia wynosiła 16 osób/km² (wśród 1786 gmin Franche-Comté Belmont plasuje się na 494. miejscu pod względem liczby ludności, natomiast pod względem powierzchni na miejscu 187.).